# Djègbé (Collines)
Pour les articles homonymes, voir Djègbé.
Djègbé est l'un des neuf arrondissements de la commune de Ouèssè dans le département des Collines au Bénin.

## Géographie
L'arrondissement de Djègbé est situé au nord-ouest du Bénin et compte 3 villages que sont Adjaha, Lokossa et Wla.

## Démographie
Selon le recensement de la population de 2013 conduit par l'Institut national de la statistique et de l'analyse économique (INSAE), Djègbé compte 11151 habitants  .